# Маловель
Маловель — река в России, протекает в Одоевском районе Тульской области. Правый приток реки Мизгеи.

## География
Река Маловель берёт начало западнее села Рылево. Течёт в западном направлении по открытой местности. В среднем течении в южных окрестностях Одоева пересекает автодорогу Р148.
Крупнейшие притоки: Княжий Верх и Чёрный Верх (левые). Устье реки находится неподалёку от деревни Горбачево в 15 км по правому берегу реки Мизгеи. Длина реки составляет 25 км, площадь водосборного бассейна — 118 км².

## Данные водного реестра
По данным государственного водного реестра России относится к Окскому бассейновому округу, водохозяйственный участок реки — Упа от истока и до устья, речной подбассейн реки — Бассейны притоков Оки до впадения Мокши. Речной бассейн реки — Ока.
Код объекта в государственном водном реестре — 09010100312110000019519.

## Примечания

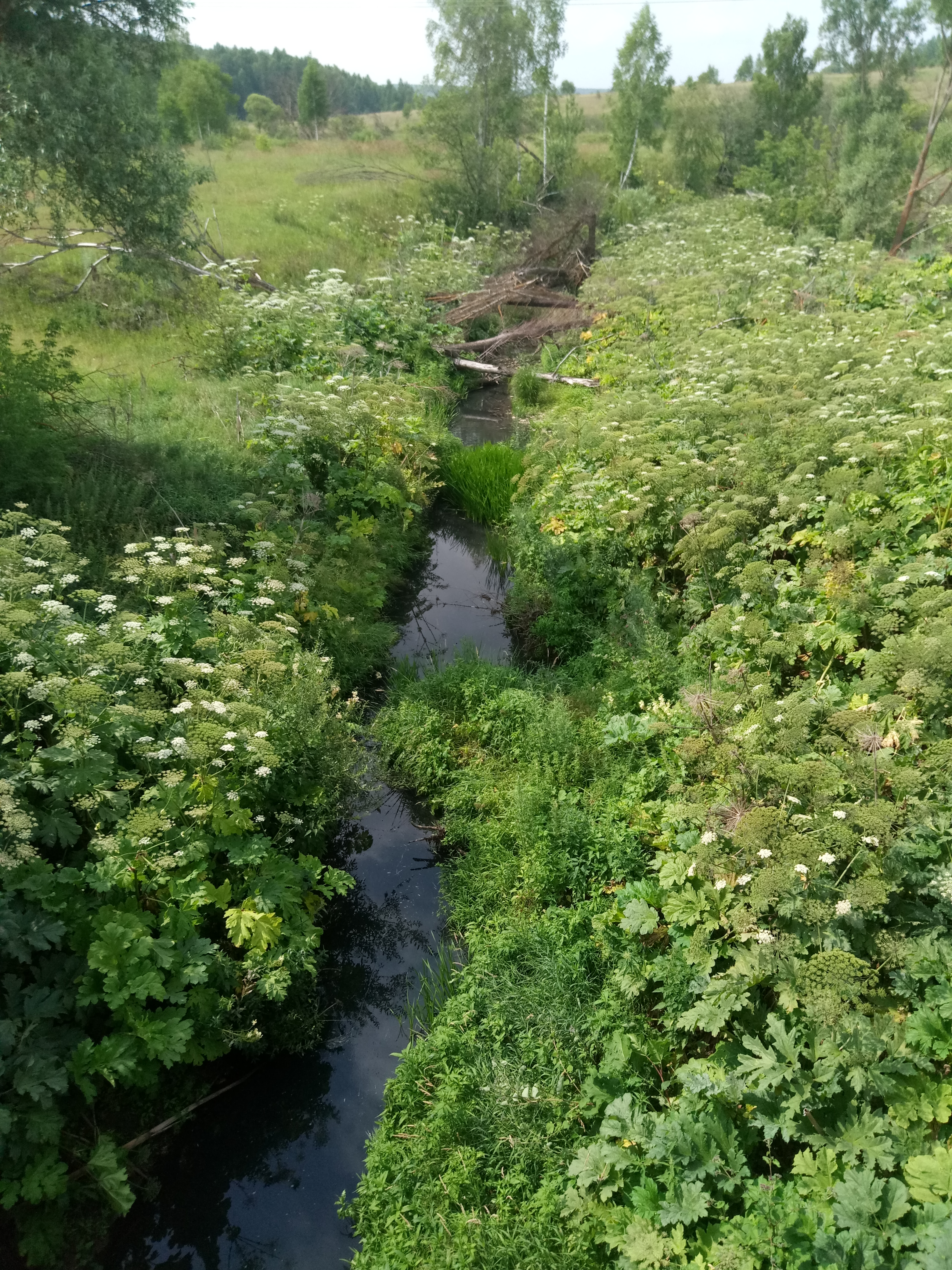
Маловель летом